# Zbór Kościoła Zielonoświątkowego „Filadelfia” w Bielsku-Białej
Zbór Kościoła Zielonoświątkowego Filadelfia w Bielsku-Białej – zbór Kościoła Zielonoświątkowego znajdujący się w Bielsku-Białej. Należy do okręgu południowego Kościoła, dekanatu bielskiego.

## Historia
Protoplastami ruchu zielonoświątkowego na Śląsku Cieszyńskim było 9 luterańskich neopietystów, których wykluczono z ewangelickiej Społeczności Chrześcijańskiej w Cieszynie. W 1910 zarejestrowali się jako Związek Stanowczych Chrześcijan, pozostając jednak oficjalnie w dalszym ciągu członkami Kościoła Ewangelickiego Austrii, a później Kościoła Ewangelicko-Augsburskiego w RP. 
W 1915 grupa zainteresowanych nowym ruchem zaczęła się spotykać w prywatnym domu w Jaworzu Dolnym. Na jej bazie, w 1920 doszło do powstania samodzielnego zboru Związku Stanowczych Chrześcijan oraz rozpoczęto prowadzenie regularnych nabożeństw. Na przełomie lat 1920-1921 miejsce ich zgromadzeń zostało przeniesione do innego lokalu prywatnego, położonego w Jaworzu Średnim. Społeczność była obsługiwana przez braci przyjeżdżających ze zborów z rejonu Ustronia oraz z Zaolzia. W 1921 wspólnota skupiała 53 wiernych. W 1922 ze zboru została utworzona dodatkowo placówka w Międzyrzeczu Dolnym. Do 1928 liczba członków wzrosła do 85 (z czego 40 osób zamieszkiwało Jaworze, 25 było z Międzyrzecza Dolnego, 12 z Wapienicy, a 8 z Międzyrzecza Górnego). Później powstała również trzecia placówka z siedzibą w Międzyrzeczu Górnym. Większe wydarzenia odbywały się w wynajmowanej do tego celu sali zlokalizowanej w siedzibie szkoły w Jaworzu Średnim.
Wobec stałego przyrostu liczby członków wspólnoty, powstała idea stworzenia dla niej własnego miejsca spotkań, jednak działania w tym celu zostały uniemożliwione przez wybuch II wojny światowej.
Pierwsze powojenne nabożeństwo zboru miało miejsce w 1945 w jego nowej siedzibie w Wapienicy. Spotkania odbywały się tam również w prywatnym domu, co nastręczało trudności, jak choćby potrzebę wynoszenia za każdym razem wyposażenia pokoju, w którym miały miejsce posługi.
Po zakończeniu wojny w dalszym ciągu znaczny odsetek Stanowczych Chrześcijan pozostawał oficjalnie członkami Kościoła Ewangelicko-Augsburskiego. W związku z tym przez kościół ten została wysunięta propozycja włączenia Związku w jego struktury. Jednak z powodów znacznych różnic doktrynalnych postanowiono o osobnym funkcjonowaniu. 
W 1947 powstał Zjednoczony Kościół Ewangeliczny w Polskiej Rzeczypospolitej Ludowej, w skład którego wszedł również Związek Stanowczych Chrześcijan.
W 1953 zbór skupiał 48 ochrzczonych członków, a wraz z kandydatami do chrztu, dziećmi i sympatykami liczył 74 wiernych. W 1957 rozpoczęto budowę domu zborowego w Wapienicy, który otwarto w 1959. Według stanu na początek 1969 wspólnota posiadała 75 pełnoprawnych członków, zaś razem z dziećmi i sympatykami było to 123 osób. Starano się o otwarcie placówki w Bielsku-Białej, gdzie zamieszkiwało 30 wiernych, jednak do otwarcia filii nie doszło. Wraz z przyłączeniem Wapienicy w 1977 w granice administracyjne miasta Bielsko-Biała, jednostka została przemianowana na zbór w Bielsku-Białej.
W 1987 utworzona została placówka w Oświęcimiu, do której należało początkowo 18 wiernych.
Kiedy 1987 został rozwiązany Zjednoczony Kościół Ewangeliczny, bielski zbór wszedł w skład Kościoła Zielonoświątkowego. Wówczas w jego struktury przyłączyli się wierni z Żywca. Końcem lat 80. XX wieku rozpoczęta została budowa nowej siedziby zboru przy ul. Lotniczej z kaplicą na 1000 miejsc.
Żywieccy wierni w 1990 powołali samodzielny zbór.
W 1991 budowa nowego obiektu zborowego została wstrzymana z powodów finansowych. Jednak w związku z dalszym rozwojem liczebnym bielskiej społeczności zielonoświątkowej, na początku lat 90. prowadzenie nabożeństw zostało przeniesione z kaplicy w Wapienicy do auli I Liceum Ogólnokształcącego. W 2000 wspólnota liczyła 384 wiernych, z czego 275 ochrzczonych. Budowa większej kaplicy została wznowiona w 2001.
W lutym 2002 powołano pierwsze grupy domowe, natomiast 1 kwietnia tego roku odbyło się otwarcie nowej kaplicy w budynku przy ul. Lotniczej, liczącej 300 miejsc. W dalszym ciągu trwały prace przy docelowej sali nabożeństw na 1100 miejsc.
W maju 2003 utworzony został punkt misyjny w Czechowicach-Dziedzicach, który w 2006 przekształcono w niezależny zbór Nowe Życie, którego członkami stali się wierni z Czechowic-Dziedzic oraz Pszczyny.
W 2005 zbór w Bielsku-Białej skupiał około 500 wiernych, z czego 385 ochrzczonych członków. W lutym 2010 otwarta została duża kaplica, do której przeniesiono nabożeństwa. Na koniec 2010 zbór otaczał opieką duszpasterską 577 osób, z czego 420 ochrzczonych, co czyniło go drugą co do wielkości jednostką Kościoła Zielonoświątkowego w kraju, po Zborze Stołecznym w Warszawie.   